# Llano Grande (Veraguas)
Llano Grande es un corregimiento del distrito de La Mesa en la provincia de Veraguas, República de Panamá. La localidad tiene 815 habitantes (2010).